# Brachycaudus spiraeae
Brachycaudus spiraeae är en insektsart som beskrevs av Carl Julius Bernhard Börner 1932. Brachycaudus spiraeae ingår i släktet Brachycaudus och familjen långrörsbladlöss. Arten är reproducerande i Sverige. Inga underarter finns listade i Catalogue of Life.